# Kaltdehnen
Kaltdehnen oder Eindehnen (ehemals Kaltschrumpfen) ist ein technisches Verfahren zum festen Verbinden zweier Bauteile, bei dem die Eigenschaft der Wärmeausdehnung genutzt wird.
Das Verfahren wird z. B. in der Fahrzeug- und Eisenbahntechnik verwendet, um zwei Bauteile, z. B. Welle und Ring, fest miteinander zu verbinden. Dies geschieht, indem das außenliegende Teil auf das innenliegende, abgekühlte Teil aufgeschoben wird. Zum Abkühlen eignen sich vorwiegend Flüssigstickstoff und Trockeneis. Bei Erwärmung des Innenteils auf Raumtemperatur dehnt sich dieses aus, wodurch sich beide Teile aufeinander pressen und sich fest miteinander verbinden. Voraussetzung ist eine genaue Fertigung der beiden Teile, 
da die Ausdehnung nur im Bereich von Bruchteilen von Millimetern liegt. Ein ähnliches Verfahren ist das Aufschrumpfen, bei dem das außenliegende Teil erwärmt wird.